# ATC (B06)
Jest to część klasyfikacji anatomiczno-terapeutyczno-chemicznej:
- B – Krew i układ krwiotwórczy
  - B 01 – Leki przeciwzakrzepowe
  - B 02 – Leki przeciwkrwotoczne
  - B 03 – Leki stosowane w niedokrwistości
  - B 05 – Preparaty krwiozastępcze i roztwory do wlewów
  - B 06 – Inne leki hematologiczne

## B 06 A – Inne leki hematologiczne
- B 06 AA – Enzymy
  - B 06 AA 02 – fibrynolizyna i deoksyrybonukleaza
  - B 06 AA 03 – hialuronidaza
  - B 06 AA 04 – chymotrypsyna
  - B 06 AA 07 – trypsyna
  - B 06 AA 10 – deoksyrybonukleaza
  - B 06 AA 55 – streptokinaza w połączeniach
- B 06 AB – Pochodne zawierające grupę hemową
  - B 06 AB 01 – hemina
- B 06 AC – Leki stosowane w leczeniu obrzęku Quinckego
  - B 06 AC 01 – Inhibitor białka C1
  - B 06 AC 02 – ikatybant
  - B 06 AC 03 – ekallantyd
  - B 06 AC 04 – konestat alfa
  - B 06 AC 05 – lanadelumab
  - B 06 AC 06 – berotralstat
- B 06 AX – Inne leki hematologiczne
  - B 06 AX 01 – krizanlizumab
  - B 06 AX 02 – betibeglogene autotemcel
  - B 06 AX 03 – wokselotor
  - B 06 AX 04 – metapiwat
  - B 06 AX 05 – eksagamglogen autotemcel